# Puchar Europy w Lekkoatletyce 1970 – eliminacje mężczyzn (Reykjavík)
Eliminacje pucharu Europy w lekkoatletyce w 1970 mężczyzn odbyły się 5 i 6 lipca w Reykjavíku. Były to jedne z trzech zawodów eliminacyjnych. Pozostałe odbyły się w Barcelonie i Wiedniu.
Wystąpiło pięć zespołów, z których dwa najlepsze awansowały do półfinału w Helsinkach.

## Klasyfikacja generalna
| Poz. | Reprezentacja | Punkty |
| ---- | ------------- | ------ |
| 1    | Finlandia     | 81     |
| 2    | Belgia        | 69     |
| 3    | Dania         | 60     |
| 4    | Irlandia      | 53     |
| 5    | Islandia      | 37     |

## Wyniki indywidualne
Kolorami oznaczono zawodników reprezentujących zwycięskie drużyny.

### Bieg na 100 metrów
| Lp. | Państwo   | Zawodnik             | Wynik  |
| --- | --------- | -------------------- | ------ |
| 1.  | Finlandia | Ossi Karttunen       | 10,4 = |
| 2.  | Belgia    | Philippe Housiaux    | 10,4 = |
| 3.  | Islandia  | Bjarni Stefánsson    | 10,5   |
| 4.  | Irlandia  | Brendan O’Regan      | 10,5   |
| 5.  | Dania     | Søren Viggo Pedersen | 10,6   |

### Bieg na 200 metrów
| Lp. | Państwo   | Zawodnik             | Wynik |
| --- | --------- | -------------------- | ----- |
| 1.  | Finlandia | Ossi Karttunen       | 21,6  |
| 2.  | Irlandia  | Fanahan McSweeney    | 21,7  |
| 3.  | Islandia  | Bjarni Stefánsson    | 21,8  |
| 4.  | Belgia    | Philippe Housiaux    | 21,9  |
| 5.  | Dania     | Søren Viggo Pedersen | 22,3  |

### Bieg na 400 metrów
| Lp. | Państwo   | Zawodnik               | Wynik |
| --- | --------- | ---------------------- | ----- |
| 1.  | Irlandia  | Fanahan McSweeney      | 48,1  |
| 2.  | Finlandia | Ari Salin              | 48,5  |
| 3.  | Belgia    | Willy Vandenwyngaerden | 48,6  |
| 4.  | Dania     | Jarl Fangel            | 50,3  |
| 5.  | Islandia  | Haukur Sveinsson       | 50,8  |

### Bieg na 800 metrów
| Lp. | Państwo   | Zawodnik             | Wynik  |
| --- | --------- | -------------------- | ------ |
| 1.  | Belgia    | Eric Reygaert        | 1:53,0 |
| 2.  | Finlandia | Kauko Lumiaho        | 1:53,3 |
| 3.  | Dania     | Tom Hansen           | 1:53,7 |
| 4.  | Irlandia  | Frank Murphy         | 1:54,0 |
| 5.  | Islandia  | Halldór Guðbjörnsson | 1:57,9 |

### Bieg na 1500 metrów
| Lp. | Państwo   | Zawodnik             | Wynik  |
| --- | --------- | -------------------- | ------ |
| 1.  | Belgia    | Rudi Simon           | 3:51,8 |
| 2.  | Dania     | Tom Hansen           | 3:52,3 |
| 3.  | Irlandia  | Frank Murphy         | 3:53,0 |
| 4.  | Finlandia | Reino Ahvenainen     | 3:55,5 |
| 5.  | Islandia  | Halldór Guðbjörnsson | 4:08,9 |

### Bieg na 5000 metrów
| Lp. | Państwo   | Zawodnik             | Wynik   |
| --- | --------- | -------------------- | ------- |
| 1.  | Belgia    | André Dehertoghe     | 14:28,0 |
| 2.  | Finlandia | Reino Ahvenainen     | 14:28,4 |
| 3.  | Irlandia  | Tom O’Riordan        | 14:30,0 |
| 4.  | Dania     | Jørn Lauenborg       | 15:11,6 |
| 5.  | Islandia  | Eiríkur Þorsteinsson | 16:46,6 |

### Bieg na 10 000 metrów
| Lp. | Państwo   | Zawodnik        | Wynik   |
| --- | --------- | --------------- | ------- |
| 1.  | Belgia    | Karel Lismont   | 30:55,6 |
| 2.  | Irlandia  | Patrick Coyle   | 31:42,2 |
| 3.  | Dania     | Flemming Kempel | 31:48,2 |
| 4.  | Finlandia | Pekka Tiihonen  | 32:44,4 |
| 5.  | Islandia  | Sigfús Jónsson  | 35:12,8 |

### Bieg na 110 metrów przez płotki
| Lp. | Państwo   | Zawodnik          | Wynik |
| --- | --------- | ----------------- | ----- |
| 1.  | Finlandia | Ari Salin         | 14,1  |
| 2.  | Belgia    | Wilfried Geeroms  | 14,3  |
| 3.  | Dania     | Steen Petersen    | 14,8  |
| 4.  | Islandia  | Borgþór Magnússon | 15,2  |
| 5.  | Irlandia  | Séamus Power      | 15,8  |

### Bieg na 400 metrów przez płotki
| Lp. | Państwo   | Zawodnik               | Wynik |
| --- | --------- | ---------------------- | ----- |
| 1.  | Dania     | Erik Jarlnæs           | 53,6  |
| 2.  | Belgia    | Wilfried Geeroms       | 53,7  |
| 3.  | Finlandia | Reijo Koivu            | 55,4  |
| 4.  | Islandia  | Trausti Sveinbjörnsson | 56,1  |
| 5.  | Irlandia  | John McDermott         | 59,3  |

### Bieg na 3000 metrów z przeszkodami
| Lp. | Państwo   | Zawodnik               | Wynik   |
| --- | --------- | ---------------------- | ------- |
| 1.  | Belgia    | Paul Thijs             | 9:08,2  |
| 2.  | Dania     | Wigmar Pedersen        | 9:08,2  |
| 3.  | Irlandia  | Des McCormack          | 9:11,8  |
| 4.  | Finlandia | Hannu Partanen         | 9:19,6  |
| 5.  | Islandia  | Marteinn Sigurgeirsson | 10:21,0 |

### Sztafeta 4 × 100 metrów
| Lp. | Państwo   | Zawodnicy                                                            | Wynik |
| --- | --------- | -------------------------------------------------------------------- | ----- |
| 1.  | Irlandia  | Brendan O’Regan Vinny Becker Fanahan McSweeney Iggy Ó Muircheartaigh | 41,8  |
| 2.  | Belgia    | Wilfried Geeroms Jacques Vanhee Guy Stas Philippe Housiaux           | 42,0  |
| 3.  | Finlandia | Ossi Karttunen Heikki Mattila Markku Perttula Ari Väänänen           | 42,4  |
| 4.  | Dania     | Svend Søndergård Jesper Tørring Søren Viggo Pedersen Steen Petersen  | 42,4  |
| 5.  | Islandia  | Bjarni Stefánsson Ólafur Guðmundsson Einar Gíslason Þorsteinsson     | 43,3  |

### Sztafeta 4 × 400 metrów
| Lp. | Państwo   | Zawodnicy                                                                      | Wynik  |
| --- | --------- | ------------------------------------------------------------------------------ | ------ |
| 1.  | Irlandia  | Mick Dooley J. Cashel Riordan Iggy Ó Muircheartaigh Fanahan McSweeney          | 3:13,3 |
| 2.  | Belgia    | Willy Vandenwyngaerden René Bervoets Smeyers Eric Reygaert                     | 3:14,0 |
| 3.  | Dania     | Erik Jarlnæs Tom Hansen Tom Marqvertsen Jarl Fangel                            | 3:16,6 |
| 4.  | Finlandia | Reijo Koivu Ari Salin Ari Väänänen Kauko Lumiaho                               | 3:18,2 |
| 5.  | Islandia  | Bjarni Stefánsson Haukur Sveinsson Halldór Guðbjörnsson Trausti Sveinbjörnsson | 3:25,8 |

### Skok wzwyż
| Lp. | Państwo   | Zawodnik            | Wynik |
| --- | --------- | ------------------- | ----- |
| 1.  | Finlandia | Reijo Vähälä        | 2,09  |
| 2.  | Islandia  | Jón Ólafsson        | 2,06  |
| 3.  | Belgia    | Freddy Herbrand     | 1,95  |
| 4.  | Dania     | Niels Henrik Linnet | 1,95  |
| 5.  | Norwegia  | Shay Fitzpatrick    | 1,95  |

### Skok o tyczce
| Lp. | Państwo   | Zawodnik            | Wynik |
| --- | --------- | ------------------- | ----- |
| 1.  | Finlandia | Auvo Pehkoranta     | 5,00  |
| 2.  | Dania     | Flemming Johansen   | 4,50  |
| 3.  | Islandia  | Valbjörn Þorláksson | 4,40  |
| 4.  | Belgia    | Roger Lespagnard    | 4,30  |
| 5.  | Irlandia  | Liam Gleeson        | 4,10  |

### Skok w dal
| Lp. | Państwo   | Zawodnik           | Wynik |
| --- | --------- | ------------------ | ----- |
| 1.  | Finlandia | Heikki Mattila     | 7,50  |
| 2.  | Belgia    | Freddy Herbrand    | 7,47  |
| 3.  | Dania     | Jesper Tørring     | 7,44  |
| 4.  | Irlandia  | Brendan O’Regan    | 7,01  |
| 5.  | Islandia  | Ólafur Guðmundsson | 6,76  |

### Trójskok
| Lp. | Państwo   | Zawodnik              | Wynik |
| --- | --------- | --------------------- | ----- |
| 1.  | Finlandia | Ismo Salmi            | 15,88 |
| 2.  | Dania     | John Andersen         | 15,37 |
| 3.  | Irlandia  | Sean O’Dwyer          | 15,05 |
| 4.  | Belgia    | Albert Van Hoorn      | 14,85 |
| 5.  | Islandia  | Friðrik Þór Óskarsson | 14,60 |

### Pchniecie kulą
| Lp. | Państwo   | Zawodnik              | Wynik |
| --- | --------- | --------------------- | ----- |
| 1.  | Finlandia | Matti Yrjölä          | 19,02 |
| 2.  | Islandia  | Guðmundur Hermannsson | 17,95 |
| 3.  | Irlandia  | Phil Conway           | 16,50 |
| 4.  | Dania     | Ole Lindskjold        | 16,44 |
| 5.  | Belgia    | Georges Schroeder     | 15,31 |

### Rzut dyskiem
| Lp. | Państwo   | Zawodnik              | Wynik |
| --- | --------- | --------------------- | ----- |
| 1.  | Finlandia | Jorma Rinne           | 58,78 |
| 2.  | Dania     | Kaj Andersen          | 57,71 |
| 3.  | Islandia  | Erlendur Valdimarsson | 54,27 |
| 4.  | Irlandia  | Phil Conway           | 49,26 |
| 5.  | Belgia    | Georges Schroeder     | 46,85 |

### Rzut młotem
| Lp. | Państwo   | Zawodnik        | Wynik |
| --- | --------- | --------------- | ----- |
| 1.  | Finlandia | Kauko Harlos    | 63,39 |
| 2.  | Dania     | Erik Fisker     | 59,64 |
| 3.  | Belgia    | Jacques Mortier | 54,19 |
| 4.  | Islandia  | Jón H Magnússon | 49,30 |
| 5.  | Irlandia  | Phil Conway     | 46,34 |

### Rzut oszczepem
| Lp. | Państwo   | Zawodnik              | Wynik |
| --- | --------- | --------------------- | ----- |
| 1.  | Finlandia | Jorma Kinnunen        | 82,72 |
| 2.  | Dania     | Kurt Bradal           | 68,26 |
| 3.  | Belgia    | Lode Wyns             | 67,84 |
| 4.  | Irlandia  | Louis Jordan          | 58,76 |
| 5.  | Islandia  | Sigmundur Hermundsson | 57,86 |